# Айріс Сміт
Айріс Сміт (англ. Iris Smith; нар. 15 жовтня 1979, Олбані, штат Джорджія) — американська борчиня вільного стилю, чемпіонка світу, дворазова чемпіонка та бронзова призерка Панамериканських чемпіонатів, бронзова призерка Кубку світу, чемпіонка та бронзова призерка чемпіонатів світу серед військовослужбовців.

## Життєпис
Боротьбою почала займатися з 1994 року.
Виступала за борцівський клуб армії США. Тренер — Сін Льюїс.

## Спортивні результати на міжнародних змаганнях

### Виступи на Чемпіонатах світу
| Змагання                        | Збірна | Вагова категорія          | Місце  |
| ------------------------------- | ------ | ------------------------- | ------ |
| Чемпіонат світу з боротьби 2000 | США    | жіноча боротьба, до 75 кг | 7      |
| Чемпіонат світу з боротьби 2005 | США    | жіноча боротьба, до 72 кг | Золото |
| Чемпіонат світу з боротьби 2012 | США    | жіноча боротьба, до 72 кг | 16     |

### Виступи на Панамериканських чемпіонатах
| Змагання                                   | Збірна | Вагова категорія          | Місце  |
| ------------------------------------------ | ------ | ------------------------- | ------ |
| Панамериканський чемпіонат з боротьби 2000 | США    | жіноча боротьба, до 75 кг | Золото |
| Панамериканський чемпіонат з боротьби 2001 | США    | жіноча боротьба, до 75 кг | Золото |
| Панамериканський чемпіонат з боротьби 2002 | США    | жіноча боротьба, до 72 кг | Бронза |
| Панамериканський чемпіонат з боротьби 2016 | США    | жіноча боротьба, до 75 кг | 5      |

### Виступи на Кубках світу
| Змагання                    | Збірна | Вагова категорія          | Місце  |
| --------------------------- | ------ | ------------------------- | ------ |
| Кубок світу з боротьби 2005 | США    | жіноча боротьба, до 72 кг | Бронза |
| Кубок світу з боротьби 2007 | США    | жіноча боротьба, до 72 кг | 6      |

### Виступи на інших змаганнях
| Змагання                                                  | Збірна | Вагова категорія          | Місце  |
| --------------------------------------------------------- | ------ | ------------------------- | ------ |
| Міжнародний меморіал Дейва Шульца 2000                    | США    | жіноча боротьба, до 75 кг | Золото |
| Міжнародний меморіал Дейва Шульца 2001                    | США    | жіноча боротьба, до 75 кг | Золото |
| Міжнародний меморіал Дейва Шульца 2003                    | США    | жіноча боротьба, до 72 кг | Бронза |
| Міжнародний меморіал Дейва Шульца 2007                    | США    | жіноча боротьба, до 72 кг | Бронза |
| Klippan Lady Open 2009                                    | США    | жіноча боротьба, до 72 кг | Бронза |
| Міжнародний меморіал Дейва Шульца 2010                    | США    | жіноча боротьба, до 72 кг | Срібло |
| Чемпіонат світу з боротьби серед військовослужбовців 2010 | США    | жіноча боротьба, до 72 кг | Золото |
| Турнір Дана Колова — Ніколи Петрова 2011                  | США    | жіноча боротьба, до 72 кг | Бронза |
| Турнір Олександра Медведя 2011                            | США    | жіноча боротьба, до 72 кг | Бронза |
| Відкритий міжнародний турнір «Sunkist Kids» 2011          | США    | жіноча боротьба, до 72 кг | Бронза |
| Міжнародний турнір Ньюйоркського атлетичного клубу 2011   | США    | жіноча боротьба, до 72 кг | Золото |
| Чемпіонат світу з боротьби серед військовослужбовців 2014 | США    | жіноча боротьба, до 75 кг | Бронза |
| Відкритий кубок Росії з боротьби 2014                     | США    | жіноча боротьба, до 75 кг | Срібло |
| Міжнародний меморіал Дейва Шульца 2015                    | США    | жіноча боротьба, до 75 кг | Срібло |
| Міжнародний меморіал Дейва Шульца 2016                    | США    | жіноча боротьба, до 75 кг | Срібло |